# Fiorenzo di Cahors
Fiorenzo (fl. IV-V secolo) fu vescovo di Cahors, venerato come santo dalla Chiesa cattolica.

## Biografia e culto
Fiorenzo è storicamente documentato per uno scambio epistolare con Paolino di Nola. Non è nota la lettera del vescovo di Cahors, mentre è stata conservata la risposta del santo nolano, che tuttavia non è databile con certezza. Secondo Duchesne, Fiorenzo è il primo vescovo certo di Cahors, e il suo successore, Alizio, era ancora un semplice prete nel 407.
Il Martirologio Romano lo ricorda il 4 luglio con queste parole: